# Xylocopa ocularis
Xylocopa ocularis är en biart som beskrevs av Pérez 1901. Xylocopa ocularis ingår i släktet snickarbin, och familjen långtungebin. Inga underarter finns listade i Catalogue of Life.